# Franz von Holtzendorff (Jurist)

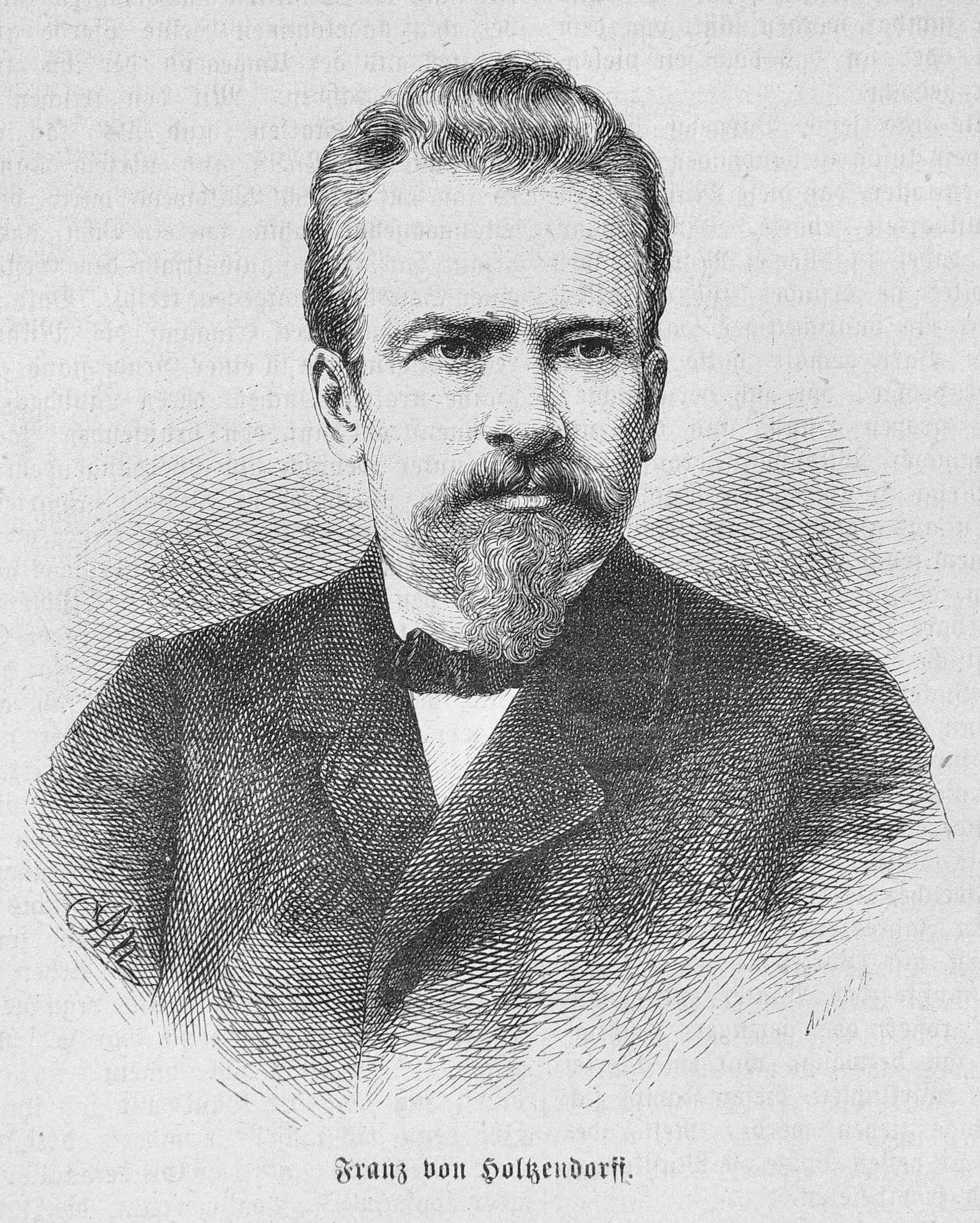
Franz von Holtzendorff. Abbildung aus der Zeitschrift „Die Gartenlaube“ (1875).

Franz von Holtzendorff (* 14. Oktober 1829 in Vietmannsdorf (Uckermark); † 4. Februar 1889 in München) war ein deutscher Strafrechtler und Hochschullehrer.

## Leben
Franz von Holtzendorff, Sohn des liberalen Politikers und Publizisten Franz von Holtzendorff, studierte Jurisprudenz in Berlin, Bonn und Heidelberg. In Bonn war er seit 1850 Mitglied des Corps Hansea.
Nach dem Studium widmete er sich der Gerichtspraxis, bis er sich 1857 an der Friedrich-Wilhelms-Universität habilitierte und Privatdozent wurde. In Berlin erhielt er 1861 eine außerordentliche Professor. 1872 nahm er einen Ruf nach München auf eine ordentliche Professur an. Seine Bemühungen waren vornehmlich auf die Reform des Gefängnis- und Strafwesens gerichtet. Dazu machte er ausgedehnte Studienreisen durch ganz Europa.
Er wandte sich gegen das in Preußen übliche Gefängniswesen, wie man aus den dazu verfassten Werken Die Brüderschaft des Rauhen Hauses (Berlin 1861) und Der Brüderorden des Rauhen Hauses und sein Wirken in den Strafanstalten (1. u. 2. Aufl., Berlin 1862) entnehmen kann. Seine Beziehung zu Hamburg lag auch an seiner Ehe mit Pauline Binder (1821–1912), einer Tochter des Hamburger Bürgermeisters Nicolaus Binder. Ihre Kinder waren Richard von Holtzendorff (1867–1920) und Martha von Holtzendorff (1869–1919).
Er begründete den Deutschen Juristentag und engagierte sich für den Protestantentag und für die soziale Besserstellung der Frauen. Holtzendorff war von 1868 bis 1872 erster Vorsitzender des Lette-Vereins in Berlin. Allgemein bekannt wurde er auch durch seine Verteidigung des Grafen Harry von Arnim (1874).
Von 1861 bis 1873 gab Holtzendorff die Allgemeine deutsche Strafrechtszeitung, seit 1866 mit Virchow die Sammlung gemeinverständlicher wissenschaftlicher Vorträge, seit 1871 das Jahrbuch für Gesetzgebung, Verwaltung und Rechtspflege des Deutschen Reichs, seit 1872 mit Wilhelm Oncken die Zeit und Streitfragen heraus. Seit 1870 gab er die Encyklopädie der Rechtswissenschaft heraus, die umfangreichste Gesamtdarstellung der deutschen Rechtswissenschaft seiner Zeit. 1871 nahm ihn die Académie royale des Sciences, des Lettres et des Beaux-Arts de Belgique als assoziiertes Mitglied auf.
Der seit 1910 nach Franz von Holtzendorff benannte Platz in Berlin-Charlottenburg wurde am 10. Juni 2010 zu Ehren des deutsch-jüdischen Schriftstellers Siegfried Kracauer, der Anfang der 1930er Jahre in der Sybelstraße 35 mit Blick auf den Holtzendorffplatz lebte, in Kracauerplatz umbenannt.
Die Holtzendorffstraße verläuft von der Kantstraße und vom Amtsgerichtsplatz bis zur Joachim-Friedrich-Straße und bis zum ehemaligen Holtzendorffplatz. Sie trägt ihren Namen seit dem 30. Juli 1897.
Im Münchner Stadtbezirk Obergiesing-Fasangarten wurde unweit der Justizvollzugsanstalt München (Stadelheim) eine Straße nach ihm benannt.

## Trivia
In der Erzählung "Die Panne" von Friedrich Dürrenmatt steht Holtzendorffs Werk "Das Verbrechen des Mordes und die Todesstrafe" im Büchergestell des Richters Wucht und deutet den weiteren Verlauf der Erzählung an. Jedoch nennt Dürrenmatt den Autor dort "Hotzendorff" und nicht Holtzendorff.

## Werke (Auswahl)
- Die Deportationsstrafe im römischen Altertum. Hinsichtlich ihrer Entstehung und rechtsgeschichtlichen Entwicklung dargestellt. Joh. Ambr. Barth, Leipzig 1859 (Digitalisat).
- Die Deportation als Strafmittel. In alter und neuer Zeit und die Verbrechercolonien der Engländer und Franzosen in ihrer geschichtlichen Entwickelung und criminalpolitischen Bedeutung. Johann Ambrosius Barth, Leipzig 1859 (Digitalisat).
- Das irische Gefängnisssystem. Insbesondere die Zwischenanstalten vor der Entlassung der Sträflinge. Joh. Ambr. Barth, Leipzig 1859, S. 1–141 (Digitalisat).
- Französische Rechtszustände. Insbesondere die Resultate der Strafgerechtspflege in Frankreich und Zwangscolonisation von Cayenne, 2 Vorträge. Joh. Ambr. Barth, Leipzig 1859 (Digitalisat BSB München).
- Die Kürzungsfähigkeit der Freiheitsstrafen und die bedingte Freilassung der Sträflinge. In ihrem Verhältnis zum Strafmasse und zu den Strafzwecken. Joh. Ambr. Barth, Leipzig 1862 (Digitalisat BSB München).
- Der Brüderorden des Rauhen Hauses uns sein Wirken in den Strafanstalten. Verlag von A. Charisius Lüderitz’sche Buchhandlung, Berlin 1862 (Digitalisat BSB München).
- Kritische Untersuchungen über die Grundsätze und Ergebnisse des irischen Strafvollzugs. C. G. Lüderitz’sche Verlagsbuchhandlung A. Charisius, Berlin 1865 (Digitalisat BSB München).
- Die Reform der Staatsanwaltschaft in Deutschland. J. Guttentag, Berlin 1864 (Digitalisat BSB München).
- Die Umgestaltung der Staatsanwaltschaft vom Standpunkt unabhängiger Strafjustiz (Berlin 1865)
- Die Verbesserungen in der gesellschaftlichen und wirthschaftlichen Stellung der Frauen. C. G. Lüderitz’sche Verlagsbuchhandlung A. Charisius, Berlin 1867 (Digitalisat BSB München).
- Die Prinzipien der Politik. C. G. Lüderitz’sche Verlagsbuchhandlung A. Charisius, Berlin 1869 (Digitalisat BSB München).
- Die britischen Colonien. In: Rudolf Virchow, Franz von Holtzendorff (Hrsg.): Sammlung gemeinverständlicher wissenschaftlicher Vorträge. 5. Heft 119. C. G. Lüderitz’sche Buchhandlung Carl Habel, Berlin 1871 (Digitalisat BSB München).
- Eroberungen und Eroberungsrecht. C[arl] G[ottfried] Lüderitz’sche Buchhandlung Carl Habel, Berlin 1871, urn:nbn:de:hbz:061:1-86623 (ULB Düsseldorf).
- Das deutsche Reich und die Constituirung der christlichen Religionsparteien auf der Herbstversammlung 1871. Ein Vortrag. Robert Oppenheim, Berlin 1872 (Digitalisat BSB München).
- Das Verbrechen des Mordes und die Todesstrafe. Criminalpolitische und psychologische Untersuchungen. C. G. Lüderitz’sche Buchhandlung Carl Habel, Berlin 1875 (Digitalisat Google Books).
- Der Priester-Cölibat. C. G. Lüderitz’sche Buchhandlung Carl Habel, Berlin 1875 (Digitalisat BSB München).
- Ein englischer Landsquire Cotta, Stuttgart 1877
- Wesen und Werth der Öffentlichen Meinung. Festgabe zum Doctorjubiläum d. J. C. Bluntschli. 1. Auflage. M. Rieger’sche Universitätsbuchhandlung Gustav Himmer, München 1879 (Digitalisat BSB München).
- Wesen und Werth der Öffentlichen Meinung. 2. Auflage. M. Rieger’sche Universitätsbuchhandlung Gustav Himmer, München 1880 (Digitalisat BSB München).
- Die Idee des ewigen Völkerfriedens. Habel, Berlin 1882 (Digitalisat ULB Düsseldorf)